# Reckless Tide
Reckless Tide war eine 2000 unter dem Namen Intrepid Leech gegründete deutsche Thrash-Metal-Band aus Hannover.

## Geschichte
Die Band wurde im Jahr 2000 unter dem Namen Intrepid Leech gegründet. Gründungsmitglieder waren Susanne Swillus als Gitarristin und ihr Ehemann Kai Swillus als Schlagzeuger sowie Oliver Jaath als zweiter Gitarrist. In der Folge wurde die Band in Reckless Tide umbenannt und es kamen Andrew Troth als Sänger und 2002 Henning Pfeiffer als Bassist hinzu. Bei der Aufnahme der ersten Demo-Aufnahmen stieß Kjell Hallgreen, der bereits früher mit Oliver Jaath in einer Industrialband gespielt hat, zuerst als Gastsänger und später als fester zweiter Sänger der Band hinzu.
2002 erschien die erste EP Insanity or Reality als EP im Eigenverlag, aufgenommen im Hamburger Absurd-Studio von Thomas Schröder, und die Band konnte erste Auftritte Bands wie Headshot, Abandoned oder Psychotron spielen. Zudem waren sie Vorband für bekanntere Bands wie Holy Moses, Annihilator und Pungent Stench. 2003 erschien eine weitere EP mit zwei Titeln unter dem Namen 7 Minutes of Thrash. Zudem nahmen sie 2004 am Metal Battle auf dem Wacken Open Air 2004 teil und gewannen diesen, wodurch sie einen Plattenvertrag mit Armageddon Music bekamen. Das offizielle Debütalbum Repent or Seal Your Fate erschien 2005 entsprechend dort; mit Sabina Classen, Sängerin der Band Holy Moses, und Jeff Waters sowie weiteren Musikern von Annihilator beteiligten sich mehrere Gastmusiker an dem Album, das ebenfalls im Absurd-Studio aufgenommen und später von Andy Classen gemastert wurde. 2006 erschien mit Hellraser das zweite und letzte Album der Band.
Oliver Jaath wechselte 2006 zu Holy Moses und spielte dort als Bassist bis 2014. Kai und Susanne Swillus gründeten das Design-Studio Epigraphics, das in Kais Gestaltungskommando Buntmetall überging und bei dem er sich auf die Gestaltung von Metaldesigns konzentriert.

## Stil
Die Musik von Reckless Tide wird in der Regel als Modern Thrash Metal eingeordnet, wobei Anleihen an Vorbilder wie Annihilator, Testament und andere meist amerikanische Vertreter dieser Musikrichtung genannt werden. Die Texte sind in englischer Sprache und als Besonderheit werden in der Regel neben der weiblichen Gitarristen die beiden Sänger herausgestellt.
Laut einer Rezension des Albums Repent or Seal Your Fate auf bloodchamber.de „sägen [die Gitarren] absolut unbarmherzig und warten dennoch mit vielen melodischen Leads und schönen Soli auf, während sich die beiden Sänger in feinster Melodic-Death-Manier mit gebrüllten bzw. gegrunzten und cleanen Passagen abwechseln.“ Dies wird als „sehr abwechslungsreich und außerdem in diesem Genre nicht gerade an der Tagesordnung“ eingeordnet. Gelobt wird die „Mischung aus modernen Riffs, treibenden Doublebass-Attacken und vor allem [der] in diesem Genre nicht alltäglichen Wechselgesang“. Dies wird auch in weiteren Besprechungen aufgegriffen, wobei etwa der „druckvolle Sound und der abwechslungsreiche Gesang der beiden Sänger Andrew Throth und Kjell Hallgreen, der sich einerseits von aggressiven Shouts über deathlastige Growls bis hin zu melodisch-cleanen Melodien erstreckt“ angesprochen wird.

## Diskografie

### EPs
- 2002: Insanity or Reality (Eigenveröffentlichung)
- 2003: 7 Minutes of Thrash (Eigenveröffentlichung)

### Alben
- 2005: Repent or Seal Your Fate (Armageddon Music)
- 2006: Hellraser (Armageddon Music)

## Belege
1. 1 2  Reckless Tide, Bandporträt auf metalinside.de, abgerufen am 28. August 2024.
2. 1 2  Reckless Tide, Bandporträt auf laut.de, abgerufen am 27. August 2024.
3. ↑  Gestaltungskommando Buntmetall auf discogs.com; abgerufen am 28. August 2024.
4. ↑  Michael Edele: Reckless Tide - Repent or Seal Your Fate, Rezension auf laut.de, 21. Februar 2005; abgerufen am 27. August 2024.
5. ↑  Martin Stark: Reckless Tide - Repent or Seal Your Fate, Rezension auf powermetal.de, 16. Februar 2005; abgerufen am 27. August 2024.
6. ↑  Michael Hauptmann: Reckless Tide - Repent or Seal Your Fate, Rezension auf bloodchamber.de, 21. Februar 2005; abgerufen am 27. August 2024.
7. ↑  Michael Hauptmann: Reckless Tide - Helleraser, Rezension auf bloodchamber.de, 13. Oktober 2006; abgerufen am 27. August 2024.
8. ↑  Reckless Tide - Repent or Seal Your Fate, Rezension auf neckbreaker.de, 21. Februar 2005; abgerufen am 27. August 2024.